# Uralvagonzavod
Uralvagonzavod ("UVZ") är en rysk tillverkare av stridsfordon, belägen i Nizjnij Tagil. Företaget, grundat 1936, är en av världens största tillverkare av stridsfordon och har producerat flera framgångsrika stridsvagnsmodeller, bland andra T-34 och T-72. Efter Sovjetunionens upplösning har företaget privatiserats.
Idag utvecklar man bland annat en understödsvagn kallad BMPT "Terminator" som är utrustad med aktivt pansar, två stycken 30 mm automatkanoner och pansarvärnsrobotar. BMPT är förbandssatt i Kazakstan, som köpte 10 vagnar 2012, med option på att licenstillverka ytterligare vagnar.
UVZ finns med i Guinness rekordbok från 1993 som världens då största fabrik, med 827 000 kvadratmeter produktionsyta.